# Ceromitia spatolodes
Ceromitia spatalodes là một loài bướm đêm thuộc họ Adelidae. Loài này có ở Nam Phi.